# Quinton Chievous
Quinton Brady Chievous (Kansas City, 31 dicembre 1992) è un cestista statunitense, professionista in NBDL e in Europa.
È il figlio dell'ex cestista Derrick Chievous.